# Руис, Эдиксон
Эдиксон Руис (исп. Edicson Ruiz; род. 11 мая 1985, Каракас) — венесуэльский контрабасист.
Наряду с дирижёром Густаво Дюдамелем считается наиболее успешным и выдающимся выпускником разветвлённой венесуэльской системы музыкального образования (El Sistema), создатель которой Хосе Антонио Абреу в 2008 г. был удостоен Премии Гленна Гульда за выдающийся вклад в развитие музыки.
Начинал учиться в Каракасе у Феликса Петита, играл в Национальном юношеском оркестре, в 14 лет вошёл в состав вершинного детища Системы — Молодёжного оркестра Венесуэлы имени Симона Боливара. В 2001 г. в США выиграл первую премию в юношеской категории конкурса Международной ассоциации контрабасистов. По приглашению дирижировавшего в Венесуэле Молодёжным оркестром Саймона Рэттла в 2003 г. поступил в Берлинский филармонический оркестр, став самым юным музыкантом в его составе; одновременно Руис совершенствовал своё мастерство в академии оркестра под руководством его первого контрабаса Клауса Штолля. Как солист Руис был первым исполнителем Концерта для контрабаса с оркестром венесуэльского композитора Пауля Десенне (2006), а также сочинений Дьёрдя Куртага, Хайнца Холлигера и др.